# Гризи, Карлотта
Карло́тта Гри́зи (итал. Carlotta Grisi, Каронн Адель Джузеппина Мария Гризи; 1819—1899) — итальянская прима-балерина эпохи романтизма, первая исполнительница главной партии в балете «Жизель».

## Биография

### Семейные традиции
Карлотта Гризи родилась 29 июня 1819 года в селении Висинада (Visinada) неподалёку от города Пореч (Италия). Хотя родители Карлотты никакого отношения к театру не имели (её отец Винченцо Гризи прибыл из Кремоны и работал в отделе общественной инспекции; мать, Мария Боскетти (Boschetti) тоже не была ни актрисой, ни музыкантом), она принадлежала к театральной, в первую очередь, оперной, семье: её старшая сестра Эрнеста (1816—1895), певица с отличным контральто, была супругой писателя и театрального критика Теофиля Готье. Кузины были известными певицами: меццо-сопрано Джудитта Гризи (1805—1840) и сопрано Джулия Гризи (1811—1869), мужем которой был тенор Джованни Марио. Тётка Джузеппина Грассини также была певицей (ходили слухи, что у неё был роман с Наполеоном I), а дядя был одним из преподавателей вокала Джулии.
Карлотта пошла в своих родственниц — у неё тоже проявились вокальные способности (сопрано). Но это её тогда мало интересовало. С детства она мечтала о балете. В 7 лет она была зачислена в школу при Ла Скала в Милане, где училась у Гийе. А в 10 лет она уже танцевала в кордебалете на сцене прославленного Ла Скала, исполняя детские роли в балете «Ипермнестра», в котором играла Благочестие, и крестьянскую девочку в «Le Mine di Polonia» (Подземелье Польши). В 13 лет, в 1832 году, она официально дебютировала в миланском театре «Каноббиана» в балете «Семеро новобранцев» (балетмейстер Л. Астольфи).

### Встреча с Жюлем Перро и создание артистической семьи
Когда Карлотте было 14 лет, её сестра Эрнеста гастролировала по Италии, и Карлотта отправилась в турне вместе с ней: старшая сестра пела, младшая исполняла балетные танцы. Эта поездка перевернула всю дальнейшую судьбу юной Карлотты. Они выступали в нескольких итальянских городах, в том числе и в Неаполе, где в это же время находился известный французский хореограф Жюль Перро, он увидел юную танцовщицу и заметил её дарование. Стать ученицей и партнершей самого Перро — это ли не предел желаний начинающей балерины. И это желание свершилось.
Начались уроки. Но не только балетом занималась эта артистическая пара. По рассказам Карлотты, то было «занятное супружество: работали днем, работали ночью». Жюль Перро поставил для своей ученицы несколько хореографических номеров, и в 1836 году танцоры месье и мадам Перро отправились на выступления в Лондон (балет «Соловей», 1836), на следующий 1837 год, — в Париж. По всей видимости, они состояли в гражданском браке, а официальный церковный заключать не стали — во всяком случае документов о регистрации историки найти не смогли, хотя по сцене именовали себя в тот период под одной фамилией — мадам и месье Перро. В 1837 году на свет появилась их дочь Мари-Жюли (Marie-Julie). В том же году счастливый муж и отец уволился из Оперы Гарнье, чтобы целиком заниматься дальнейшей общей карьерой со своей любимой. Они совершили турне по странам Европы, побывав в Лондоне, Вене, Мюнхене и Милане, где Карлотта пела и танцевала. Однако её вокальные данные, заложенные от природы, не развивались, в отличие от танцевальных, поскольку рядом был муж-хореограф, следящий за развитием её балетной карьеры.
Дебют Карлотты Гризи в Париже состоялся в 1840 году в Theatre de la Renaissance (Театр Возрождения), где она пела и танцевала в опере «Зингаро» (Le Zingaro). Стараниями Перро и не без участия семейства Гризи (её сестра Эрнеста к тому времени стала женой Теофиля Готье) она была принята в «Гранд Опера» в 1841 году, причем в соответствии с её условием Перро был также восстановлен в театре. В 1841 году она впервые вышла на сцену в Парижской Опере, где танцевала па-де-де в дивертисменте оперы «Фаворитка» Гаэтано Доницетти, хореографию которого поставил для неё Перро.
17 июля 1843 года Гризи исполнила главную партию Пери—Лейлы в балете «Пери» (композитор Ф. Бургмюллер, сценарий Т. Готье и Ж. Коралли, парижская Опера, балетмейстер Коралли).

### «Жизель»
В 1840 году Адольф Адан, уже известный композитор, вернулся в Париж из Санкт-Петербурга, куда он поехал вслед за Марией Тальони. И, полный новых впечатлений и надежд на будущее, сочинял музыку к своему новому балету «Жизель», сценарий к которому написали французский поэт Теофиль Готье, муж старшей сестры Карлотты, Жюль-Анри Вернуа де Сен-Жорж и Жан Коралли (настоящая фамилия Перрачини). Перро также был привлечен к работе над балетом. Главная роль изначально предполагалась для Карлотты Гризи. Хотя официальном балетмейстером считался Жан Коралли, но он ставил общие танцы, а основные хореографические партии Жизели поставил Перро, но его имя не было даже упомянуто на афише парижской премьеры балета. «Вся партия Жизели, весь рисунок главной роли в хореографическом отношении был разработан Перро».
Премьера балета «Жизель» состоялась 28 июня 1841 года в Королевской академии музыки в Париже. В главной роли, как и предполагалось, была Карлотта Гризи. Партию Графа Альберта исполнял Люсьен Петипа, а партию Мирты — Адель Дюмилатр. Успех был всеобщий, превзошедший все ожидания.
Тем не менее Жан Коралли необоснованно присвоил себе всю славу единственного хореографа балета, ему предназначались и восторг публики, и одобрение критиков, и прочие многочисленные знаки популярности. Критики объявили балет «Жизель» величайшим балетом своего времени, а исполнительницу главной партии немедленно возвели в статус звезды. Теофиль Готье описал танец Карлотты, как «искренний, естественный и искрящийся жизнерадостностью и весельем». Всё это не замедлило сказаться на бюджете взошедшей балетной звезды. Жалованье Карлотты Гризи немедленно возросло с 5000 франков до 12 000 франков в 1842 году и до 20 000 к 1844 году с дополнительными гонорарами за сольные партии.

### Прима-балерина
Слава юной балерины была огромной. Она оказалась в центре французского общественного внимания. Как водится в таких случаях, на неё «пошла мода». Её портреты рисовали художники, её образ лепили скульпторы, на неё равнялись великосветские дамы, жены вельмож. Её запечатлевали танцующей в ролях Джон Брэндард (John Brandard), Жозеф Бувье (Joseph Bouvier). К этому же времени в семье Карлотты Гризи и Жюля Перро наметился кризис. Возможно, молодая балерина оказалась ещё юна для такой всеохватывающей славы, подавшись на её внешний блеск и не осознавая её жестокости и скоротечности. Слухи ходили разные: что 21-летняя балетная дива увлеклась другим хореографом — Коралли, что её сердце разбил партнер по сцене Люсьен Петипа, что это Теофиль Готье помог ей приобрести славу, и вот теперь балерина оплачивает своей благосклонностью…
Жюль Перро вскоре после премьеры «Жизели» покинул Париж, уехав в Англию. Возможно, в этом сказалась двойная обида: и предательство любимой, и присвоение его работе чужого авторства.
А в 1842 году французский балет привез в Лондон спектакль «Жизель», лондонская премьера состоялась на сцене Театра Её Величества.
Балет анонсировался как «трагическое, мелодраматическое, хореографическое, фантастическое предание суеверий» и носило название «Жизель, или Призрачные Ночные Танцовщицы» (Giselle or the Phantom Night Dancers). А на афише балета рядом с именем Карлотты Гризи стояло имя Жюля Перро и как хореографа, и как исполнителя — партнера Карлотты Гризи.
Жюль Перро по-прежнему продолжал ставить для Карлотты Гризи все её балеты, неизменно превосходные по хореографии и также неизменно приносившие ей успех и приумножавшие её славу. Они опять выступали и гастролировали вместе — в парижской Опере, в лондонском театре Её Величества. В 1842 году в Париже она танцует в премьере балета «Пери» композитора Ф. Бургмюллера; в Лондоне Ж. Перро ставит для Гризи балет «Эсмеральда», премьера которого состоялась 9 марта 1844 года в лондонском Королевском театре, в главных партиях – они оба: Эсмеральда — Гризи, Пьер Гренгуар — Перро (остальные партии: Феб де Шатопер — Сен-Леон, Клод Фролло — Ж. Госслен, Квазимодо — Антуан Кулон – сын известного балетного педагога Ж.-Ф.Кулона). Затем следуют её работы в балетах «Полька» (1844), «Суд Париса» (1846), которые Перро тоже ставил специально для неё.
Она работала также в постановках других балетмейстеров. 11 августа 1845 выступила на сцене парижской Оперы в премьере балета «Своенравная жена»  А. Адана, (сценарий А. де Лёвена, балетмейстер Ж. Мазилье) в партии жены корзинщика.
В 1845 году Перро получил высочайший заказ поставить спектакль для посещения театра английской королевой Викторией — и 12 июля 1845 года состоялась премьера балета Перро «Па де катр» на музыку Пуни с четырьмя известнейшими балеринами этого времени: Карлоттой Гризи, Марией Тальони, Люсиль Гран и Фанни Черрито, прошедшая в присутствии королевы Виктории. Этот балет вошел в историю не только как признанный хореографический шедевр, но и как успешная попытка объединить на одной сцене четырех выдающихся балерин, у которых были крайне осложненные взаимной конкуренцией отношения. Перед Перро стояла трудная задача — не только примирить в своей постановке четверых самых выдающихся примадонн балета, но и создать такую хореографию, которая выгодно подчеркнет особенности таланта каждой. Это удалось. Во время репетиций Перро справился даже с нелегкой проблемой очередности появления балерин на сцене — последний выход считался самым почетным. Балетмейстер внес мудрейшее предложение: танцевать согласно возрасту — самая младшая первой и самая старшая последней. Понятно, что неожиданно всем захотелось танцевать первой. В результате Гран вела, сопровождаемая Гризи, затем вступали Черрито и Тальони. Этот балет вошел в мировую классику и ещё не раз исполнялся на сцене следующими поколениями не менее прославленных примадонн.
С не меньшим успехом Гризи танцевала и в постановка других балетмейстеров: в балете «Пахита» Ж. Мазилье в 1846 году она блистала с партнером Люсьеном Петипа, танцевала в балете Поля Тальони «Метаморфозы» (Сатанелла, 1849). В феврале 1846 года контракт Гризи с парижской Оперой истёк — балерина не стала его продлевать, а, подписав контракт с римским театром «Аполло», вернулась в Италию (для дебюта в новом балете Мазилье «Бетти» тут же была приглашена другая итальянка — София Фуоко).
Последнее появление Гризи в Париже произошло в 1849 в балете Перро «Lа Filleule de fées» (Крестница феи) на музыку Адана.

### Санкт-Петербург
До 1851 года Гризи танцевала в Лондоне. В это время Жюль Перро получил приглашение на работу в Россию, в Санкт-Петербург, на должность главного хореографа Императорского театра. Карлотта Гризи отправилась в Россию вместе с ним, получив должность балерины Императорских Театров, которую занимала с 1851 по 1853 год.
Среди её танцевальных работ в России: «Жизель» в Большом Каменном театре (но первой исполнительницей Жизели на русской сцене уже была Фанни Эльслер) и балеты, поставленные специально для неё Жюлем Перро: «Наяда и Рыбак» (1851), «Своенравная жена» ("Le Diable a quatre") А. Адана с добавлением музыки Ц. Пуни (14.11.1851, Большой Каменный театр, Петербург; когда-то, в 1845 году, она исполняла ту же партию жены корзинщика в парижской Опере в постановке Ж. Мазилье), «Война женщин, или Амазонки XIX века» (1852), «Газельда, или Цыганы» (1853), «Катарина, дочь разбойника» Ц.Пуни (1853, главная партия Катарины); работы с другими балетмейстерами — в том числе Жозефом Мазилье (Joseph Mazilie), поставившим для неё два маленьких балета: «Красавица Ганга» (La Jolie Fille de Gand) и «Зелёный-зелёный» («Vert-Vert»); участвовала в возобновлениях балетов Шерля Дидло: «Венгерская хижина, или Знаменитые изгнанники» Ф.М.А. Венюа (1853, партия Муски), «Амур и Психея».

### Окончание карьеры. Забвение
В 1853 году Карлотта Гризи уехала в Варшаву, в Польшу, с крупнейшим польским магнатом князем Леоном Радзивиллом (Prince Leon Radziwill). Танцевальная карьера её закончилась в 34 года. В том же 1853 году у неё родилась дочь Леонтина (Léontine Grisi) от Леона Радзивилла, с которым они так и не поженились и очень скоро расстались.
А Жюль Перро, ещё оставаясь в России, женился на купеческой дочери, ученице русского императорского театрального училища Капитолине Самовской, с которой покинул Россию в 1859 году, уступив место главного хореографа Артуру Сен-Леону, когда-то начинавшего свою карьеру под его руководством.
Карлотта Гризи больше к сцене не возвращалась никогда.
Оставив театр Карлотта Гризи обосновалась в Швейцарии, в провинциальном местечке Сен-Жан близ Женевы, и последующие 46 лет провела тихо и уединенно. Её навещал Теофиль Готье, муж её сестры, навсегда сохранивший в своем сердце любовь к Карлотте, хотя и являясь её зятем и отцом двух дочерей, племянниц Карлотты — Эстель и Джудит. Вся дальнейшая жизнь некогда блестящей красавицы, покорительницы мужских сердец, высочайшей звезды сцены, прошла в беззвестности. Страшные еще 46 лет полного одиночества и забвения.
Карлотта Гризи скончалась 20 мая 1899 года, за месяц до своего 80-летия. Её кончина прошла почти незамеченной.

## Репертуар
Королевская академия музыки, Париж
- 28 июня 1841 — Жизель*, «Жизель» Адольфа Адана, хореография Жана Коралли и Жюля Перро (граф Альбрехт — Люсьен Петипа);
- 22 июня 1842 — Беатриса*, «Гентская красавица» Адольфа Адана, хореография Альбера (Бенедикт — Люсьен Петипа);
- 17 июля 1843 — Пери*, «Пери» Фридриха Бургмюллера, хореография Жана Коралли (Ахмед — Люсьен Петипа).
- 11 августа 1845 — Мазурка*, «Чёрт на четверых[англ.]» Адольфа Адана, хореография Жозефа Мазилье (Граф Полинский — Люсьен Петипа, Корзинщик и Корзинщица — Жозеф и Мария Мазилье).

Королевский театр, Лондон.
- 12 марта 1842 — Жизель*, «Жизель» (граф Альбрехт — Жюль Перро)
- 9 марта 1844 — Эсмеральда, «Эсмеральда» Жюля Перро на музыку Цезаря Пуни (Грингуар — Жюль Перро, Феб — Артур Сен-Леон)
- 12 июля 1845 — «Па-де-катр»* Жюля Перро на музыку Цезаря Пуни (вместе с Марией Тальони, Фанни Черрито и Люсиль Гран; в присутствии королевы Виктории).

(*) — первая исполнительница партии.

## Оценки творчества
Критика и словари, хотя и называя её не только балериной, но и певицей, отмечают прежде всего её балетную деятельность:

«Гризи обладала необычайно развитой техникой: превосходной элевацией и виртуозностью в исполнении сложных элементов, которыми изобиловали её лучшие партии (Жизель, Эсмеральда, Пахита, Пери), четкостью фиксации. Критики и литераторы (Т. Готье, Т. де Банвиль) отмечали её драматический талант и неповторимую индивидуальность. Гризи была почти идеальной романтической танцовщицей, предвосхитившей вместе с тем многие достижения в области виртуозного женского танца итальянской школы 2-й половины XIX века»
«Энциклопедия Кольера» говорила о ней 
:

«Отличаясь необыкновенной красотой, она обладала в равной степени страстностью Фанни Эльслер и легкостью Тальони»

## Признание и память
- Портрет Карлотты Гризи в роли Жизели с обозначением года дебюта в Опере (1841), написанный Гюставом Буланже, располагается на фризе Танцевального фойе Гранд-Опера среди других двадцати портретов выдающихся танцовщиц Оперы конца XVII — середины XIX веков.
- В Парижской Oпере среди бюстов выдающимся балеринам есть памятник Карлотте Гризи, помещенный рядом с бюстами Марии Тальони и Эммы Ливри[10].
- Считается, что личность Карлотты Гризи и отношения с наставником и мэтром, ставшим её мужем и посвятившим жизнь её карьере, дважды преданным ею, легли в основу образа оперной дивы Кристины Дааэ из романа Гастона Леру «Призрак Оперы» (фр. Le Fantôme de l’opéra, 1910). Однако существует также мнение, что образ героини романа собирательный и не несет в себе ничьих личностных черт, а все совпадения случайны[3].